# Västerås tingsrätt
Västerås tingsrätt var en tingsrätt i Sverige med kansli i Västerås. Tingsrättens domsaga  omfattade Västerås kommun. Tingsrätten och dess domsaga ingick i domkretsen för Svea hovrätt. Tingsrätten och dess domsaga uppgick 2001 i Västmanlands tingsrätt och domsaga.

## Administrativ historik
Vid tingsrättsreformen 1971 bildades denna tingsrätt i Västerås av  Västerås rådhusrätt.  Domkretsen bildades av staden och Rytterne landskommun. 1971 omfattade domsagan Västerås kommun. 
1 april 2001 upphörde Västerås tingsrätt och domsaga och uppgick då i Västmanlands tingsrätt och domsaga. 

## Lagmän
- 1971-1990: Tord Sars
- 1990-1997: Hans-Ture Skoglund
- 1998-: Per Kjellson